# Jerzy Janusz Terej

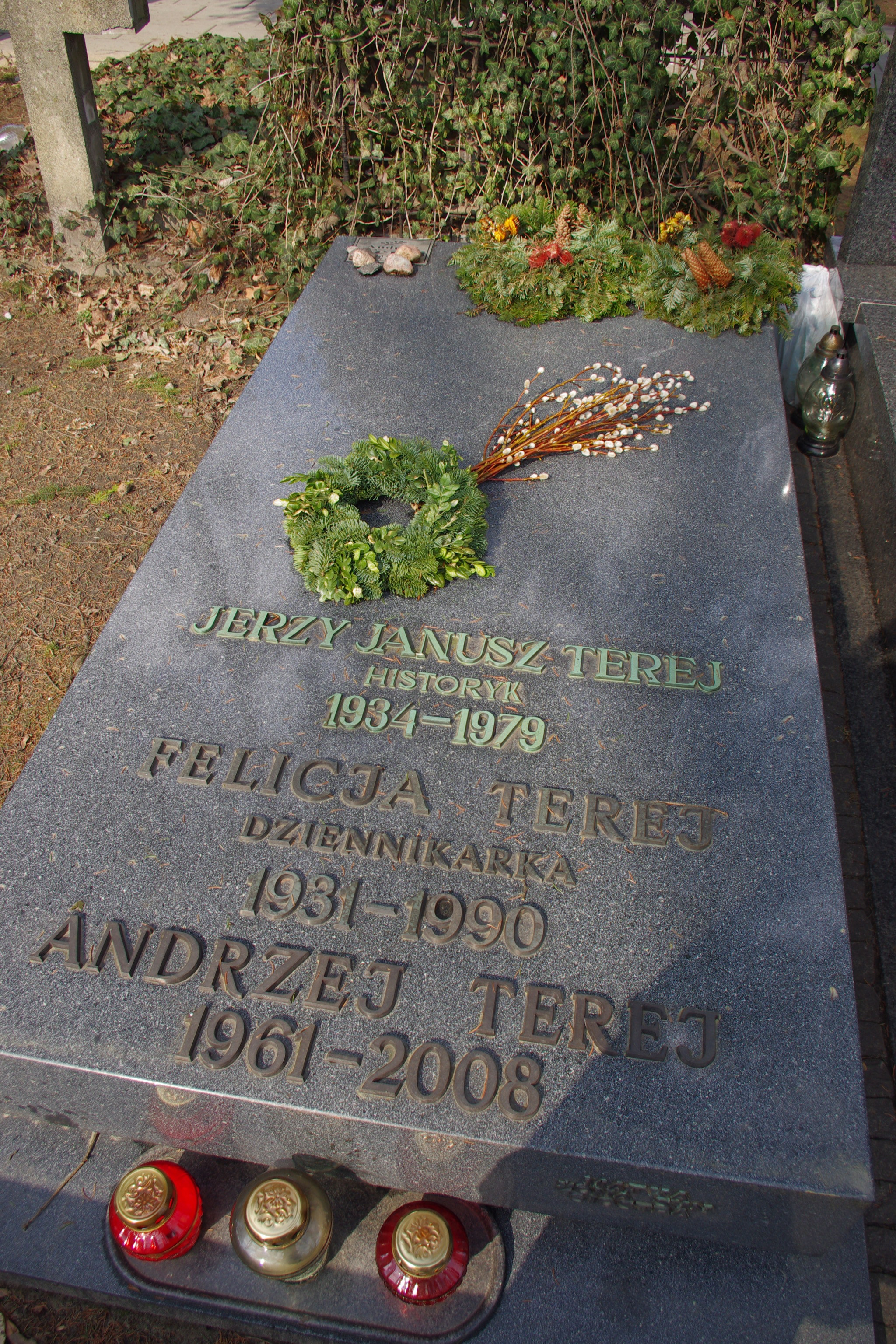
Grób historyka Jerzego Janusza Tereja (1934-1979) na Cmentarzu Wojskowym na Powązkach w Warszawie

Jerzy Janusz Terej (ur. 29 lipca 1934 w Wysokim Litewskim, zm. 28 sierpnia 1979) – polski historyk, doktor habilitowany nauk humanistycznych, specjalista i badacz dziejów II RP i II wojny światowej.
Po zakończeniu II wojny światowej rodzina Terejów przeniosła się do Wrocławia. Jerzy Terej ukończył szkołę średnią oraz studia wyższe na Wydziale Prawa Uniwersytetu Wrocławskiego. Działał w Związku Młodzieży Polskiej, Związku Młodzieży Socjalistycznej i Polskiej Zjednoczonej Partii Robotniczej. Był przewodniczącym Zarządu Wojewódzkiego ZMP, sekretarzem Komitetu Wojewódzkiego PZPR, a w latach 1957–1964 sekretarzem Komitetu Centralnego Związku Młodzieży Socjalistycznej. W latach 1964–1967 był doktorantem w Wyższej Szkole Nauk Społecznych przy KC PZPR. W 1968 uzyskał stopień doktora, broniąc rozprawy o dziejach Stronnictwa Narodowego w latach 1939 – 1944. W 1967 został zatrudniony w Instytucie Historii PAN w pracowni dziejów Polski okresu II wojny światowej. Jego szefem był Czesław Madajczyk. W 1976 uzyskał stopień doktora habilitowanego.
Pochowany na Cmentarzu Wojskowym na Powązkach w Warszawie (kwatera B23-2-23).
Ojciec Andrzeja Tereja.

## Publikacje
- Europa podziemna 1939-1945 ("Wiedza Powszechna", Warszawa, 1974) wspólnie z Eugeniuszem Duraczyńskim
- Idee, mity, realia. Szkice do dziejów narodowej demokracji (tom 189 serii wydawniczej Omega, "Wiedza Powszechna", Warszawa, 1971)
- Na rozstajach dróg. Ze studiów nad obliczem i modelem Armii Krajowej (Zakład Narodowy im. Ossolińskich, Warszawa, 1980, ISBN 83-04-00517-4)
- Rzeczywistość i polityka. Ze studiów nad dziejami najnowszymi Narodowej Demokracji ("Książka i Wiedza", Warszawa, 1979)
- Refleksje historyczne ("Czytelnik", Warszawa, 1983)